# Polystictus pectoralis
Polystictus pectoralis là một loài chim trong họ Tyrannidae.